# Purus
Purus (portugalsky Rio Purus, španělsky Río Purús) je řeka v Peru a v západní Brazílii (státy Acre, Amazonas). Je pravým přítokem Amazonky a s délkou toku 3 379 km i nejdelším přítokem této řeky. Povodí má rozlohu 63 166 km².

## Průběh toku
Pramení na území Peru v předhůří Peruánských And (La Montaňa). Na středním a dolním toku protéká Amazonskou nížinou, kde je koryto velmi členité. Břehy jsou hlinité lehce vodou narušitelné a porostlé vlhkým tropickým lesem. Významným pravostranným přítokem je řeka Rio Acre.

## Vodní režim
Zdrojem vody jsou převážně dešťové srážky. Nejvodnější je od ledna do května s maximem v březnu a dubnu, naopak nejméně vody má od srpna do října. Průměrný průtok u ústí do Amazonky činí asi 8 400 m³/s.

## Využití
Vodní doprava je možná po celé délce toku.